# Elasmus nagombiensis
Elasmus nagombiensis is een vliesvleugelig insect uit de familie Eulophidae. De wetenschappelijke naam is voor het eerst geldig gepubliceerd in 2004 door Hedqvist.